# زاده برای وحشی بودن (فیلم ۱۹۹۵)
زاده برای وحشی بودن (به انگلیسی: Born to Be Wild) یک فیلم سینمایی آمریکایی کمدی خانوادگی محصول سال ۱۹۹۵ تولید کمپانی برادران وارنر است.

## بازیگران
- ویل هورنف در نقش ریک هلر
- هلن شیور در نقش مارگارت هلر
- جان کریستوفر مک‌گینلی در نقش مکس کار
- پیتر بویل در نقش گاس چارنلی
- ژان ماری بارنول در نقش لسی کار
- ماروین جی مکینتایر به عنوان باب
- گریگوری ایتزین به عنوان والتر مالینسون
- تیتوس ولیور به عنوان گروهبان مارکل
- توماس ویلسون در نقش دیت لو گرینبرگ (به عنوان تام ویلسون)
- آلن راک به عنوان دن وودلی
- اوبا باباتونده
- دیوید وینگرت در نقش گری جیمز
- جان پلشت در نقش دونالد کار
- جانت کرول به عنوان قاضی بیلینگز[۲][۳]

## داستان
ریک هلر، نوجوان ۱۴ ساله‌ای است که به‌عنوان یک بزهکار نوجوان دائماً با قانون مشکل پیدا می‌کند. مادر مجردش، مارگارت، دانشمند علوم رفتاری در دانشگاه کالیفرنیا، برکلی است و روی ارتباط بین‌گونه‌ای انسان‌ها و گوریل‌ها با استفاده از زبان اشاره تحقیق می‌کند.  
پس از آنکه ریک با ون مادرش بدون اجازه رانندگی می‌کند، او را مجازات می‌کند و وادار می‌شود که قفس یک گوریل ماده به نام کیتی (از گونه گوریل غربی دشت‌ها) را تمیز کند. به‌تدریج، ریک و کیتی دوستی نزدیکی برقرار می‌کنند و او متوجه می‌شود که کیتی بسیار باهوش‌تر از گوریل‌های معمولی است.  
اما زمانی که گاس چارنلی، صاحب کیتی، او را برای نمایش در یک سیرک دوره‌گرد می‌برد، آن دو از هم جدا می‌شوند. ریک، کیتی را از چارنلی نجات می‌دهد و این دو دوست نامتعارف به یک سفر می‌روند. هدف آن‌ها فرار از آمریکا و عبور از مرز کانادا برای رسیدن به آزادی کیتی است.